# Gerhard Baumgärtel
Pour les articles homonymes, voir Baumgärtel.
Gerhard Baumgärtel, né le 25 novembre 1931 à Auerbach/Vogtl. (Saxe) et mort le 27 juillet 1997 à Weimar (Thuringe) est un homme politique est-allemand. Il est ministre des Travaux publics et du Logement entre 1989 et 1990.

## Sources
- (de) Cet article est partiellement ou en totalité issu de l’article de Wikipédia en allemand intitulé « Gerhard Baumgärtel » (voir la liste des auteurs).